# Điện Panthéon

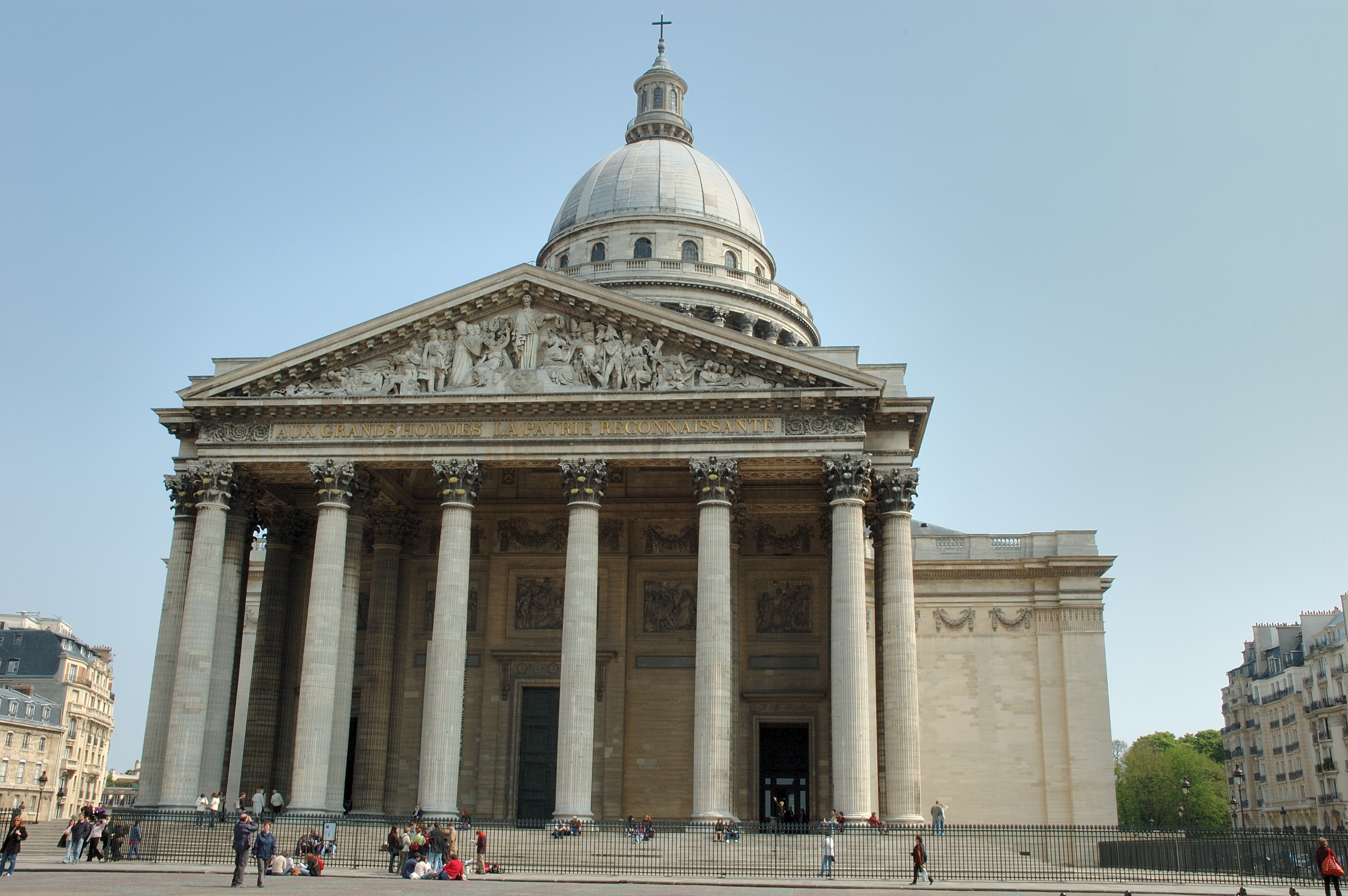
Điện Panthéon

Điện Panthéon (tiếng Pháp: Le Panthéon hay đơn giản là Panthéon), hay Điện Toàn Thánh hoặc Điện Quán Thánh là một công trình lịch sử nằm trên đồi Sainte-Geneviève, thuộc Quận 5 thành phố Paris. Công trình nằm ở trung tâm khu phố La Tinh, được bao quanh bởi nhà thờ Saint-Étienne-du-Mont, thư viện Sainte-Geneviève, Đại học Paris I Panthéon-Sorbonne, Đại học Paris II Panthéon-Assas, tòa thị chính Quận 5 và trung học Henri-IV.
Ban đầu, Panthéon là một nhà thờ được xây dựng vào thế kỉ 18 để bảo quản thánh tích của thánh Geneviève. Nơi đây đã từng chứng kiến nhiều sự kiện quan trọng trong lịch sử nước Pháp. Hiện nay điện Panthéon là nơi chôn cất và tôn vinh những nhân vật lịch sử và những người đã làm rạng danh cho nước Pháp.

## Lịch sử

### Quá trình xây dựng
Năm 1744, trong khi đang lâm bệnh nặng tại Metz, vua Louis XV đã đưa ra lời nguyện rằng nếu khỏi bệnh, ông sẽ xây một nhà thờ để dâng kính thánh Geneviève. Sau khi hồi phục sức khỏe và trở lại Paris, ông lập tức ra lệnh cho Hầu tước Marigny xây dựng một nhà thờ đặt trên nền của tu viện Sainte-Geneviève khi đó đang xuống cấp. Năm 1755, Hầu tước Marigny giao trách nhiệm thực hiện việc xây dựng nhà thờ cho kiến trúc sư Jacques-Germain Soufflot.
Phần móng bắt đầu được đào từ năm 1758 và đến ngày 6 tháng 9 năm 1764 vua Louis XV đặt viên đá đầu tiên chính thức khởi công xây dựng. Tuy vậy những khó khăn tài chính và cái chết của Soufflot năm 1780 đã làm chậm tiến độ thi công tòa nhà. Mãi đến năm 1790 nhà thờ mới được khánh thành nhờ nỗ lực của những người cộng tác với Soufflot là Jean-Baptiste Rondelet và Maximilien Brébion.

### Sự phát triển về quy mô
Từ năm 1791 đến năm 1793, tòa nhà được Quatremère de Quincy cải tạo toàn diện để biến nó thành một panthéon - một lăng danh nhân. Sau khi Cách mạng Pháp nổ ra và với sự đề nghị của Claude-Emmanuel de Pastoret, Hội đồng lập hiến 1789 đã đưa ra sắc lệnh ngày 4 tháng 4 năm 1791, theo đó Panthéon không còn giữ chức năng của một nhà thờ mà trở thành nơi chôn cất những người có cống hiến đặc biệt to lớn cho nước Pháp: "Để cho ngôi đền của tôn giáo trở thành ngôi đền của đất nước, để cho ngôi mộ của một người vĩ đại trở thành bàn thờ của quyền tự do" (que le temple de la religion devienne le temple de la patrie, que la tombe d'un grand homme devienne l'autel de la liberté). Ở phía trước ngôi điện, cũng theo đề nghị của Pastoret, người ta khắc thêm dòng chữ:
| “ | Aux grands hommes, la patrie reconnaissante | ” |

Dưới thời Đệ nhất đế chế, một sắc lệnh khác được đưa ra ngày 20 tháng 2 năm 1806, điện Panthéon lại nhận thêm nhiệm vụ là nơi tiến hành các nghi thức tôn giáo. Từ năm 1821 đến năm 1830, toàn bộ ngôi điện được chuyển trở lại thành nhà thờ (dưới thời vua Louis XVIII và Charles X). Từ ngày 15 tháng 8 năm 1830, Panthéon được đặt tên lại thành Temple de la Gloire (Điện vinh danh), từ 1848 đến 1851 là Temple de l'Humanité (Điện nhân loại). Panthéon còn một lần nữa trở thành nhà thờ dưới thời Đệ nhị đế chế (1851-1870). Mãi cho đến năm 1885, cùng với sự kiện di cốt nhà văn Victor Hugo được đưa vào điện, nhà thờ thánh Geneviève mới hoàn toàn bị rút khỏi khu điện Panthéon, nơi đây chỉ còn là nơi chôn cất những người con làm rạng danh cho nước Pháp.

## Những người nổi tiếng được an nghỉ tại Panthéon

### Quá trình xét duyệt

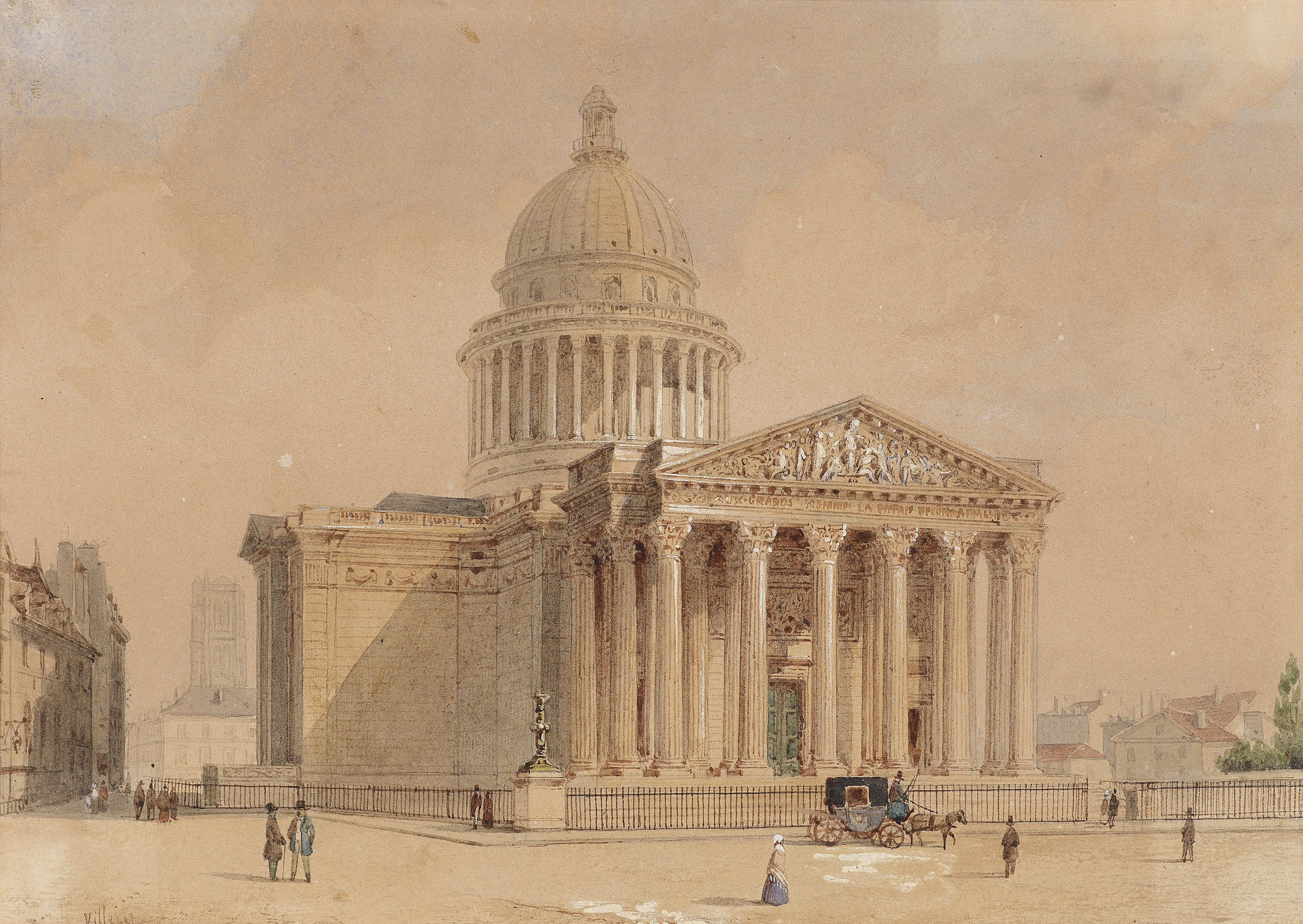
Tranh của François-Étienne Villeret

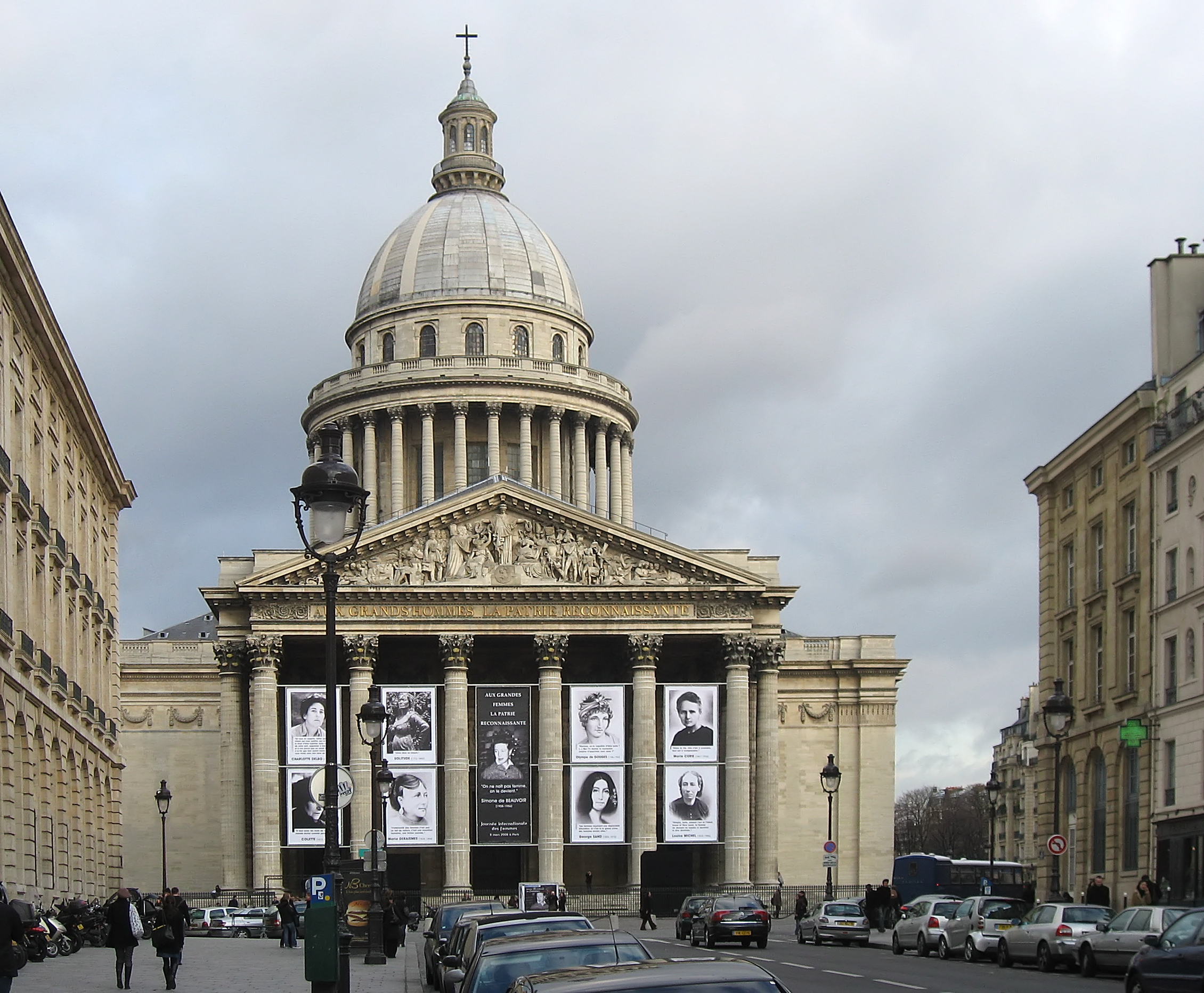
Điện Panthéon năm 2008

Truyền thống đưa những người nổi tiếng vào chôn cất tại các panthéon đã có từ thời Ai Cập cổ đại, sau đó là Hy Lap và La Mã. Việc xét duyệt những người đủ tư cách đưa vào Panthéon Paris an nghỉ cũng tuân theo truyền thống này, tuy vậy có nhiều thay đổi theo từng thời kỳ của lịch sử nước Pháp.
Vào năm 1791 khi điện Panthéon mới chính thức có sắc lệnh thành lập, Hội đồng lập hiến là cơ quan quyết định những người có đủ tư cách chôn cất tại Panthéon. Trong thời Đế chế thứ nhất, đương nhiên Napoléon I là người có quyền tối cao trong quá trình xét duyệt. Đến thời Đệ tam cộng hòa thì các nghị sĩ là những người có quyền đề cử và quyết định ai sẽ được đưa vào điện. Vì lý do này có những quyết định đã gây tranh cãi gay gắt trong nội bộ nghị viện Pháp như việc đưa Émile Zola vào Panthéon năm 1908. Hiện nay quyền quyết định tối cao thuộc về Tổng thống Pháp.

### Danh sách cụ thể
Tính cho đến năm 2024, người ta thống kê được tổng cộng 81 người đã được ra quyết định đưa vào Panthéon an nghỉ (panthéonisation). Trong số này cũng có những người bị rút ra khỏi điện, đó là:
- Honoré Gabriel Riqueti de Mirabeau
- Louis-Michel Lepeletier de Saint-Fargeau
- Auguste Marie Henri Picot de Dampierre
- Jean-Paul Marat
- Louis-Joseph-Charles-Amable d'Albert de Luynes

Cũng có những trường hợp tuy có quyết định nhưng quyết định đó lại không được thi hành, có thể kể tới René Descartes hay Joseph Bara. Một trường hợp đặc biệt khác là tướng Nicolas-Joseph Beaurepaire tuy được quyết định đưa vào Panthéon nhưng do di cốt của ông này chưa tìm được nên quyết định cũng không thể thi hành.
Vì vậy tính đến nay bên trong Panthéon có tổng cộng 65 ngôi mộ, trong đó có 3 ngôi mộ được đưa vào với lý do đặc biệt:
- Mộ của kiến trúc sư Soufflot, được đưa vào năm 1829 với tư cách là người đưa ra ý tưởng đầu tiên về điện Panthéon.
- Mộ của Marc Schoelcher, cha của Victor Schoelcher, được chôn cùng con trai để biểu thị sự tôn trọng những nỗ lực chung của hai người.
- Mộ của Sophie Berthelot, vợ của nhà hóa học Marcellin Berthelot, với lý do tương tự.

Danh sách cụ thể theo thời kì như sau:
| Thời kì         | Số lượng | Nhân vật |
| Cách mạng Pháp  | 6        | Chi tiết |
| Đệ nhất đế chế  | 43       | Chi tiết |
| Phục hoàng      | 1        | Chi tiết |
| Đệ tam cộng hòa | 11       | Chi tiết |
| Đệ tứ cộng hòa  | 5        | Chi tiết |
| Đệ ngũ cộng hòa | 20       | Chi tiết |

## Điện Panthéon và khoa học
Bên cạnh các sự kiện lịch sử, điện Panthéon còn nổi tiếng với thí nghiệm Con lắc Foucault. Năm 1851, nhà vật lý Jean Bernard Léon Foucault trong khi tìm nơi thực hiện thí nghiệm chứng minh sự tự quay của Trái Đất đã sử dụng điện Panthéon vì chỉ có tòa nhà này mới đủ độ cao cần thiết để treo con lắc. Từ năm 1995, một con lắc Foucault mới đã lại được hoạt động trong Panthéon.